# Notostylopidae
De Notostylopidae zijn een familie van uitgestorven zoogdieren uit het Vroeg-Eoceen.

## Kenmerken
Deze dieren leken op een knaagdier met opvallend grote snijtanden met wortel, die van de kiezen waren gescheiden door een diasteem. Deze snijtanden groeiden niet constant door, zoals bij een knaagdier, en waren dan ook niet geschikt om te knagen.

## Geslachten
- † Anastylops Ameghino, 1897
- † Edvardotrouessartia Ameghino, 1901
- † Homalostylops Ameghino, 1901
- † Notostylops Ameghino, 1897
- † Otronia Roth, 1901
- † Parastylops Ameghino, 1897